# غلام محمد نيازي
غلام محمد نيازي كان أستاذًا بارزًا في جامعة كابول، وعضوًا في جماعة الإخوان المسلمين، ومؤسس الحركة الإسلامية في أفغانستان. في عام 1974 سُجن بتهمة الترويج للنظام الإسلامي وقتل في السجن عام 1979.
يُذكر نيازي بأنه أب الإسلام السياسي في أفغانستان. كان يعتقد أن للإسلام دور مهم في البنية الاجتماعية والسياسية لأفغانستان. يتأثر العديد من أبرز السياسيين الأفغان بالأساس الذي وضعه نيازي.

## السنوات الأولى
ولد غلام محمد نيازي عام 1932 في منطقة أندار بإقليم غزنة شرق وسط أفغانستان. قضى طفولته المبكرة في أندار قبل أن ينتقل إلى كابول للتعليم الابتدائي.

### التعليم
جامعة الأزهر في أوائل الثلاثينيات.
التحق نيازي بمدرسة هجويري الابتدائية العامة المحلية ثم انتقل إلى مدرسة أبو حنيفة في كابول. كان ناجحًا جدًا في المدرسة ، لذلك أتيحت له الفرصة لمواصلة دراسته في مصر. التحق نيازي بجامعة الأزهر في القاهرة ، حيث حصل على درجة الماجستير في الشريعة الإسلامية عام 1957. وكان من أوائل الطلاب الأفغان الذين درسوا الإسلام في مصر. مسار نيازي التعليمي كان غير شائع في أفغانستان. تقليديا ، درس العلماء في المدارس الخاصةفي أفغانستان والقليل من الأفغان الذين أتيحت لهم الفرصة للدراسة في الخارج درسوا في باكستان. تدفق الطلاب الأفغان الذين يدرسون في مصر جلب نفوذًا سياسيًا شرق أوسطيًا جديدًا إلى أفغانستان. قاد نيازي الطريق للمثقفين الحداثيين والمسيسين للتخلي عن المدرسة التقليدية .

### الوقت في مصر
أثناء دراسته في القاهرة ، التحق نيازي بجماعة الإخوان المسلمين المصرية. لقد أثر الإخوان المسلمون المصريون بعمق في رؤيته للإسلام وأطلقوا تصوره للحركة الإسلامية في أفغانستان. [3] كان سيد قطب مصدر إلهامه الفكري الرئيسي. على وجه التحديد ، فإن دعوة نيازي لنظام قانوني قائم على الشريعة حصريًا متجذرة في أعمال قطب 
في عام 1954، حظر عبد الناصر جماعة الإخوان المسلمين. أصبحت جماعة الإخوان المسلمين منظمة سرية. شكل هذا بشكل كبير تجربة نيازي في النشاط. ألهم تركيز الإخوان المسلمين على الدعم الشعبي والتواصل مع الجماهير إستراتيجية نيازي السياسية.

## العمل السياسي

علم الجمعية الإسلامية الأفغانية.

عاد نيازي إلى أفغانستان من مصر عام 1957. ولدى وصوله نشر أفكاره في الدوائر الفكرية في جميع أنحاء كابول. آخرين لنشر أفكاره.] في البداية ، تجمعوا سرا ، لكنهم أصبحوا منظمة سياسية رسمية تسمى الجمعية الإسلامية في عام 1972. كان نيازي رئيس المنظمة ، التي تضم أعضاء مثل صبغة الله مجديدي ومنهادين جاحظ من بين آخرين.

### الأيديولوجيا
عارض نيازي التغريب والشيوعية بسبب طبيعتهما العلمانية . ودعا إلى ثورة روحية وشدد على ضرورة اكتساب معرفة عميقة بالإسلام. يعتقد نيازي أن الدين والعلم يجب أن يسيران جنبًا إلى جنب. عمل على إنشاء نموذج تعليمي جديد يتبع أفكار ومبادئ الإخوان المسلمين. درس نيازي التاريخ الإسلامي بصرامة وطبق عدسة العلوم السياسية على تعلمه لفهم إخفاقات الأنظمة الإسلامية السابقة. نشره ، Majalle-ye Shariat (مراجعة القانون الإسلامي) عزز الحركة الإسلامية ودعم إنشاء حكومة إسلامية في أفغانستان. في حين أن أيديولوجيته كانت فكرية للغاية بطبيعتها ، فقد أيد أيضًا تشكيل فرع مسلح داخل الحركة ليكون مستعدًا لاتخاذ إجراء إذا لزم الأمر.

### الشباب المسلم
كان العديد من أعضاء الجمعية الإسلامية أساتذة ، لذا فهم غالبًا ما ينشرون أفكارهم مباشرة لطلابهم. انتشرت الأفكار الإسلامية بسرعة بين الطلاب في كابول ، وأنشأ الطلاب Sazman-e Jawanan-e Musalman ( الشباب المسلم) في عام 1969. أصبحوا منظمة طلابية متشددة عارضت الصهيونية والإمبريالية الأمريكية والسوفيتية ، تقسيم باكستان والنظام الملكي الأفغاني. لقد دعموا نظام العدالة الاجتماعية الإسلامي مع إعادة توزيع اقتصادي أكثر إنصافًا. عملت الحركة الطلابية، المستوحاة من نيازي ، بشكل علني أكثر من الجمعية الإسلامية ، وآوت سياسيين مهمين مثل قلب الدين حكمتيار وبرهان الدين رباني . عندما تأسس الحزب الشيوعي عام 1965 ، عبّر طلاب الحزب السياسي الإسلامي صراحةً عن خلافاتهم التي تسببت في الكثير من الفوضى والمقاومة في جامعة كابول بين عامي 1965 و 1972.
تجعل الطبيعة السرية لانخراط نيازي السياسي من الصعب تقييم دوره في الشباب المسلم.] يزعم رباني أن الحركة الطلابية كانت مطيعة لنيازي والأساتذة. من ناحية أخرى ، يجادل حكمتيار بأن الشباب المسلم والأساتذة كانا منفصلين تمامًا ، على الرغم من وجهات نظرهما الأيديولوجية المشتركة ، لأن الأساتذة كانوا يخشون أن تؤدي معارضة الهيكل السياسي الأفغاني إلى تعريض مواقفهم للخطر.

### المشاركة السياسية
لم يشارك نيازي أبدًا بشكل مباشر في الاحتجاجات أو المظاهرات ، لكنه حرض وألهم الكثيرين. من المحتمل أنه لم يشارك بسبب الخوف من قمع الحكومة. في ربيع عام 1971 ، بدأ مظاهرة في كابول ردًا على نشر صحيفة شيوعية اعتبرها تجديفًا. تظاهر عشرات الآلاف في شوارع كابول ، مما جعلها أكبر مظاهرة في تاريخ المدينة.
على الرغم من طبيعته السرية ، استفاد نيازي من منصبه كعميد لكلية العلوم الدينية في جامعة كابول للدعوة إلى إصلاحات رسمية. استخدم سلطته المؤسسية لتوسيع قسم الدراسات الإسلامية في الجامعة وتعديل امتحان القبول ليشمل المعرفة الدينية كمادة إلزامية.
بالإضافة إلى ذلك ، حاول نيازي نشر أفكاره في دول أخرى لإطلاق الحركات الإسلامية. في عام 1970، حضر هو وأستاذ آخر مؤتمر السلام للمسلمين السوفييت ، الذي عقد في طشقند . في المؤتمر ، أعربوا عن دعمهم للمسلمين المقموعين في ظل الشيوعية. على الرغم من وجود بعض العلاقات الشخصية مع شخصيات من الإسلام السياسي في مصر وباكستان والهند ، إلا أن نيازي والأساتذة لم يتمكنوا أبدًا من إنشاء علاقات مؤسسية ذات مغزى مع أي حركة إسلامية في الخارج.

## تراث

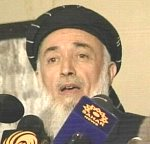
برهان الدين رباني رئيسًا لدولة أفغانستان الإسلامية.

يُذكر غلام محمد نيازي بأنه والد الإسلام السياسي في أفغانستان. نجح في تحويل الإسلام إلى حركة سياسية من خلال الاستفادة من قوة الدعم الشعبي. ومع ذلك ، فإن الحركة الإسلامية التي أسسها لم تحقق الوحدة. بعد وفاة نيازي ، تم نفي باقي أعضاء الجمعية الإسلامية ، وسرعان ما تفككت الحركة.

### برهان الدين رباني
كان برهان الدين رباني أستاذًا في جامعة كابول وأصبح زعيمًا للجماعة الإسلامية في عام 1972. خلف غلام محمد نيازي كمؤسس ، ونقل التنظيم من مجموعة سرية إلى حزب سياسي إسلامي رسمي. تم نفي رباني في عام 1974 بسبب رغبة الدولة في قمع الأحزاب والآراء المعارضة. بموجب اتفاقيات بيشاور ، شغل منصب رئيس البلاد من عام 1992 إلى عام 2001.

### قلب الدين حكمتيار
كان قلب الدين حكمتيار طالب هندسة في جامعة كابول. كان طالبًا إسلاميًا يُقال إنه منجذب إلى أيديولوجية نيازي السياسية. كان حكمتيار عضوا في الشباب المسلم. أثناء مشاركته في المظاهرات ، ألقى الحامض على وجوه النساء واغتال سايدال الشهير ، وهو عضو في حزب شولا إي جافيد ، وهو حزب سياسي ماويست في جامعة كابول. في وقت لاحق ، في عام 1975 أسس الحزب الإسلامي ، وهي شريحة من الجمعية الإسلامية التي انقسمت تحت قيادة رباني . في عام 1992 ، أصبح رئيسًا للوزراء في نظام ما بعد الاتحاد السوفيتي الجديد.
كان عبد الرسول سياف أستاذا في جامعة كابول. في عام 1972، أصبح نائبًا للجماعة الإسلامية، تم نفيه من أفغانستان ثم سجن بتهمة الانتماء إلى غلام محمد نيازي ومجموعته السياسية في عام 1973. كان سياف ضد الحكم السياسي للملك ظاهر شاه .